# Stomatanthes polycephalus
Stomatanthes polycephalus là một loài thực vật có hoa trong họ Cúc. Loài này được (Sch.Bip. ex B.L.Rob.) H.Rob. miêu tả khoa học đầu tiên năm 1970.